# 1634 Ndola
1634 Ndola (1935 QP) là một tiểu hành tinh vành đai chính được phát hiện ngày 19 tháng 8 năm 1935 bởi C. Jackson ở Johannesburg.